# Питома теплота пароутворення
Питóма теплотá пароутвóрення і конденсáції (L, r) — кількість теплоти, яку необхідно надати одиниці маси речовини в рівноважному ізобарично-ізотермічному процесі для перетворення її в пару за температури кипіння, або ж кількість теплоти, що виділяється під час конденсації речовини:
{\displaystyle L={\frac {Q}{m}}},
де Q — кількість теплоти, отримана речовиною при випаровуванні (або, що виділилася при конденсації), m — маса речовини, що випаровується (або конденсується).
В SI питома теплота пароутворення вимірюється у Дж/кг.
Питому теплоту пароутворення можна визначити не тільки за температури кипіння, а й під час пароутворення за будь-якої температури. У цьому разі питома теплота пароутворення буде залежною від температури (Дж/(К·кг)).

## Теплота випаровування
Кількість теплоти, необхідна для випаровування рідини називається теплотою випаровування тіла і знаходиться за формулою:
{\displaystyle Q=L\cdot m} або {\displaystyle Q=r\cdot m},
де L або r — питома теплота пароутворення, а m — маса рідини. 
Також виділяють і поняття молярної теплоти випаровування — це кількість теплоти, яку необхідно надати 1 молю речовини, для перетворення її в пару за температури її кипіння. Одиниця вимірювання в системі SI — Дж/моль.

## Фізична природа
При випаровуванні чи конденсації змінюється агрегатний стан речовини, тобто випаровування і конденсація є фазовими переходами.
Цей фазовий перехід є фазовим переходом першого роду, тобто таким, при якому значення термодинамічних потенціалів змінюються стрибком. Зазвичай процес випаровування проходить за сталого тиску й за сталої температури. Термодинамічним потенціалом, який використовується при таких умовах є ентальпія. Теплота, передана рідині йде на те, щоб подолати притягання між молекулами, яке діє в рідкому стані.
Питома теплота випаровування дорівнює різниці ентальпій 1 кг речовини в газоподібному й рідкому станах:
{\displaystyle q=W_{gas}-W_{liq}}.

## Питома теплота пароутворення деяких речовин (за температури кипіння)
| Речовина | Питома теплота пароутворення , МДж/кг |
| -------- | ------------------------------------- |
| Азот     | 0,2                                   |
| Аміак    | 1,4                                   |
| Вода     | 2,4                                   |
| Ефір     | 0,4                                   |
| Ртуть    | 0,3                                   |
| Спирт    | 0,9                                   |